# She Should Worry
She Should Worry è un cortometraggio muto del 1913 diretto da Allen Curtis e interpretato da Louise Fazenda. Prodotto e distribuito dall'Universal Film Manufacturing Company, il film uscì in sala il 27 dicembre 1913.

## Produzione
Il film fu prodotto dalla Universal Film Manufacturing Company come Joker.

## Distribuzione
Distribuito dalla Universal Film Manufacturing Company, il film - un cortometraggio di 200 metri - uscì nelle sale cinematografiche USA il 27 dicembre 1913.
Nelle proiezioni, veniva programmato con il sistema dello split reel, accorpato in un'unica bobina con un altro cortometraggio prodotto dalla Universal Film Manufacturing Company, il documentario St. Milo to Dinan.
Non si conoscono copie ancora esistenti della pellicola che viene considerata presumibilmente perduta.